# Llista dels llibres originals en català més traduïts
Aquesta pàgina proporciona la llista dels llibres originalment escrits en català dels quals s'han publicat més de 15 traduccions. No és una llista exhaustiva i s'actualitza periòdicament.
| Títol                                   | Autor/a                                | Primera edició | Nombre de llengües | Llengües de traducció | Ref.        |
| --------------------------------------- | -------------------------------------- | -------------- | ------------------ | --- | ----------- |
| La plaça del Diamant                    | Mercè Rodoreda i Gurguí                | 1962           | 38                 | Albanès, alemany, anglès, àrab, aranès, basc, búlgar, castellà, croat, danès, eslovè, estonià, finès, francès, gallec, grec, hebreu, hindi, hongarès, islandès, italià, japonès, lituà, macedònic, neerlandès, noruec, polonès, portuguès, portuguès brasiler, romanès, rus, sard, serbi, suec, turc, txec, vietnamita i xinès. | [ 1 ] [ 2 ] |
| La pell freda                           | Albert Sánchez Piñol                   | 2002           | 32                 | Alemany, anglès, basc, búlgar, castellà, coreà, croat, danès, eslovè, estonià, finès, francès, gallec, grec, hebreu, hindi, hongarès, italià, japonès, letó, lituà, neerlandès, noruec, polonès, portuguès, romanès, rus, serbi, suec, turc, txec i xinès.                                                                      | [ 1 ] [ 2 ] |
| El monstre de colors                    | Anna Llenas                            | 2012           | 31                 | Alemany, anglès, búlgar, castellà, coreà, croat, danès, eslovè, francès, grec, hebreu, hongarès, italià, letó, lituà, macedònic, neerlandès, persa, polonès, portuguès, portuguès brasiler, romanès, rus, serbi, suec, tagàlog, turc, txec, vietnamita, xinès i xinès tradicional.                                              | [ 2 ]       |
| Jo confesso                             | Jaume Cabré i Fabré                    | 2011           | 26                 | Albanès, alemany, anglès, búlgar, castellà, coreà, croat, danès, eslovè, francès, grec, hongarès, italià, letó, lituà, macedònic, neerlandès, noruec, polonès, portuguès, romanès, rus, suec, turc, txec i ucraïnès. | [ 2 ]       |
| De quin color és un petó?               | Rocio Bonilla Raya                     | 2018           | 23                 | Alemany, anglès, àrab, basc, castellà, eslovè, francès, gallec, grec, italià, lituà, luxemburguès, macedònic, neerlandès, polonès, portuguès, portuguès brasiler, rus, suec, turc, ucraïnès, xinès i xinès tradicional. | [ 2 ]       |
| El clan de la lloba                     | Maite Carranza Gil-Dolz del Castellar  | 2005           | 22                 | Alemany, anglès, búlgar, castellà, coreà, danès, estonià, finès, francès, gallec, hongarès, italià, neerlandès, polonès, portuguès, portuguès brasiler, romanès, rus, suec, turc, txec i xinès. | [ 2 ]       |
| Canto jo i la muntanya balla            | Irene Solà Sàez                        | 2019           | 22                 | Alemany, anglès, àrab, basc, búlgar, castellà, coreà, danès, francès, gallec, grec, hongarès, italià, lituà, macedònic, neerlandès, polonès, portuguès, romanès, serbi, turc i txec. | [ 3 ]       |
| Mirall trencat                          | Mercè Rodoreda i Gurguí                | 1974           | 20                 | Alemany, anglès, búlgar, castellà, croat, eslovac, eslovè, francès, grec, hebreu, hindi, hongarès, italià, neerlandès, noruec, portuguès, portuguès brasiler, romanès, suec i turc. | [ 2 ]       |
| Pandora al Congo                        | Albert Sánchez Piñol                   | 2005           | 18                 | Alemany, anglès, búlgar, castellà, coreà, croat, danès, eslovè, estonià, francès, grec, hongarès, italià, neerlandès, noruec, polonès, portuguès i rus. | [ 2 ]       |
| El violí d'Auschwitz                    | Maria Àngels Anglada i d'Abadal        | 1994           | 18                 | Alemany, anglès, castellà, croat, danès, finès, francès, gallec, grec, hongarès, italià, neerlandès, noruec, polonès, portuguès, romanès, serbi i suec. | [ 2 ]       |
| Tirant lo Blanc                         | Joanot Martorell i Martí Joan de Galba | 1490           | 18                 | Alemany, anglès, asturià, castellà, danès, finès, francès, italià, japonès, neerlandès, polonès, portuguès, romanès, rus, serbi, suec, tagàlog i xinès. | [ 1 ] [ 2 ] |
| Les veus del Pamano                     | Jaume Cabré i Fabré                    | 2004           | 18                 | Alemany, castellà, croat, eslovè, francès, grec, hongarès, italià, neerlandès, noruec, polonès, portuguès, romanès, rus, serbi, suec, ucraïnès i xinès. | [ 4 ]       |
| Arriba el Sr. Flat!                     | Jaume Copons Ramon i Liliana Fortuny   | 2014           | 18                 | Alemany, anglès, castellà, coreà, eslovac, eslovè, francès, grec, italià, letó, lituà, polonès, portuguès, portuguès brasiler, romanès, serbi, turc i txec. | [ 5 ]       |
| Germans!                                | Rocio Bonilla Raya                     | 2017           | 17                 | Alemany, anglès, bretó, castellà, eslovè, francès, gallec, grec, italià, lituà, neerlandès, polonès, portuguès, romanès, rus, turc i txec. | [ 5 ] [ 6 ] |
| Camí de sirga                           | Jesús Moncada i Estruga                | 1988           | 17                 | Alemany, anglès, aragonès, castellà, danès, eslovè, francès, gallec, hongarès, italià, japonès, neerlandès, portuguès, romanès, serbi, suec i vietnamita. | [ 2 ]       |
| Un fill                                 | Alejandro Palomas Pubill               | 2015           | 17                 | Castellà, danès, eslovè, francès, gallec, grec, islandès, italià, macedònic, neerlandès, portuguès, portuguès brasiler, romanès, rus, serbi, turc i xinès tradicional. | [ 2 ]       |
| La maledicció dels Palmisano            | Rafael Nadal i Farreras                | 2015           | 16                 | Alemany, anglès, castellà, croat, estonià, francès, hebreu, italià, macedònic, neerlandès, noruec, romanès, rus, suec, txec i xinès. | [ 4 ]       |
| La magnitud de la tragèdia              | Quim Monzó                             | 1989           | 16                 | Albanès, alemany, anglès, búlgar, castellà, finès, francès, gallec, grec, hebreu, italià, macedònic, malaiàlam, neerlandès, suec i txec. | [ 7 ]       |
| La muntanya de llibres més alta del món | Rocio Bonilla Raya                     | 2015           | 16                 | Alemany, anglès, basc, castellà, eslovac, eslovè, francès, gallec, grec, italià, luxemburguès, neerlandès, polonès, portuguès, rus i turc. | [ 8 ]       |
| Gràcies. Història d'un veïnat           | Rocio Bonilla Raya                     | 2021           | 16                 | Alemany, anglès, basc, castellà, eslovac, eslovè, estonià, francès, grec, italià, letó, luxemburguès, polonès, portuguès, portuguès brasiler i serbi | [ 9 ]       |